# Panthessalonikeios Athlītikos Omilos Kōnstantinoupolitōn (pallavolo maschile)
Il Panthessalonikeios Athlītikos Omilos Kōnstantinoupolitōn, comunemente noto come PAOK Salonicco o PAOK, è una società di pallavolo maschile, con sede a Salonicco: milita nel campionato greco di Volley League.

## Storia
Il Panthessalonikeios Athlītikos Omilos Kōnstantinoupolitōn viene fondato nel 1933 all'interno dell'omonima società polisportiva, per poi essere sciolto e rifondato nuovamente nel 1948. Nella stagione 1970-71 partecipa per la prima volta al massimo campionato greco, che torna a disputare nella stagione 1978-79, permanendovi nuovamente per una sola annata, per poi ritornarvi stabilmente a partire dal campionato 1980-81.
Nel corso degli anni, benché il club riesca a militare ininterrottamente in massima serie, non va mai oltre il quarto posto in campionato, mentre in Coppa di Grecia raggiunge la prima finale della propria storia nell'edizione 1982-83; negli anni duemila arrivano invece le prime partecipazioni alle coppe europee, col debutto in occasione della Coppa CEV 2000-01.
Nella stagione 2014-15 il club ottiene il primo successo della propria storia, trionfando in Coppa di Grecia, per poi aggiudicarsi anche lo scudetto, che vale la prima partecipazione al massimo trofeo continentale, la Champions League 2015-16; questo sarà il primo di tre campionati vinti consecutivi.
Nelle annate successive la formazione conquista altre quattro edizioni della Coppa di Grecia, mentre in quella 2023-24 conquista per la prima volta la Supercoppa greca.

## Rosa 2021-2022
| N° | Nome                | Ruolo | Data di nascita  | Nazionalità sportiva |
| -- | ------------------- | ----- | ---------------- | -------------------- |
| 1  | Andre Brown         | C     | 24 agosto 1990   | Canada               |
| 2  | Stelios Tzioumakas  | S     | 14 marzo 1998    | Grecia               |
| 5  | Athanasios Terzīs   | P     | 17 marzo 1979    | Grecia               |
| 7  | Giōrgos Petreas     | C     | 19 novembre 1986 | Grecia               |
| 8  | Brett Walsh         | P     | 19 febbraio 1994 | Canada               |
| 9  | Menelaos Kokkinakīs | L     | 21 gennaio 1993  | Grecia               |
| 10 | Rafaīl Koumentakīs  | S     | 5 maggio 1993    | Grecia               |
| 11 | Sōtīrīs Sōtīriou    | S     | 20 aprile 1986   | Grecia               |
| 12 | Anastasios Gatsīs   | C     | 14 marzo 1991    | Grecia               |
| 13 | Giannīs Takouridīs  | C     | 24 maggio 1988   | Grecia               |
| 15 | Pavel Kuklinski     | S     | 18 dicembre 1989 | Bielorussia          |
| 17 | Ryley Barnes        | S     | 11 ottobre 1993  | Canada               |
| 18 | Artur Udrys         | O     | 18 ottobre 1990  | Bielorussia          |
| 19 | Pausanias Antōniou  | L     | 11 giugno 1997   | Grecia               |
| 19 | Antōnīs Mpourakīs   | L     | 25 maggio 1998   | Grecia               |
| 20 | Alexandros Mpoutos  | O     | 9 settembre 1998 | Grecia               |

## Palmarès
- Campionato greco: 3

2014-15, 2015-16, 2016-17
- Coppa di Grecia: 5

2014-15, 2017-18, 2018-19, 2021-22, 2022-23
- Supercoppa greca: 1

2023